# Moonlighter
Moonlighter es un videojuego de acción RPG desarrollado por Digital Sun Games en 2018 y distribuido por 11 bit studios. El 29 de mayo de 2018 se publicó para PlayStation4, Xbox One, Linux, Microsoft Windows y macOS. El 5 de noviembre de 2018 también se publicó para la Nintendo Switch.

## Desarrollo
Moonlighter comenzó en Kickstarter, logrando triplicar su objetivo de 40.000 dólares. En febrero de 2019 sacó la actualización gratuita de Friends & Foes que añadiría una gran cantidad de contenido al juego. Se espera que saquen más actualizaciones en el futuro.

## Argumento
En Moonlighter manejas a Will, un tendero que ha heredado la tienda Moonlighter, en la que se venden los objetos que vaya encontrando en las mazmorras tras vencer a los enemigos.
El objetivo del videojuego es mejorar la tienda hasta el máximo punto posible, vencer en todas las mazmorras y ampliar el pueblo.

## Sistema de juego
"Es un ARPG en perspectiva top-down con elementos de rogue-lite y de gestión. Pues, parte de la idea de tener una tienda y esos aspectos más de gestión tipo Harvest Moon y mezclarla con roguelikes ya clásicos como Rogue Legacy o The Binding Of Isaac, todo con una influencia zeldera claro. Hay muchos más juegos que nos han influido (¡hasta Dark Souls!) pero esos serían los principales"

## Banda sonora
La banda sonora va de la mano de David Fenn y cuenta con la participación de Alec Holowka, músico de títulos como Night in the Woods o Aquaria, y con Pablo Caballero.

## Recepción

### Comercial
En Kickstarter se pusieron una meta de 40.000 dólares pero lograron recaudar más de 130.000 dólares de 5.229 patrocinadores.
Logró el número 1 de ventas en Steam al día siguiente de ser lanzado.

### Críticas
Moonlighter ha recibido críticas generalmente positivas por todo el mundo.
| Críticas españolas | Críticas españolas | Críticas extranjeras | Críticas extranjeras |
| ------------------ | ------------------ | -------------------- | -------------------- |
| 3DJuegos           | 8.5/10             | RPG Site             | 9/10                 |
| Hobbyconsolas      | 85/100             | GamesRadar           | 4.5/5                |
| IGN España         | 8/10               | Versus Media México  | 8.5/10               |
| Nintenderos        | 9/10               | GameStar             | 84/100               |
| Meristation        | 8.2/10             | Cogconnected         | 83/100               |
| Vandal             | 9/10               | Cyberludus           | 7.6/10               |

## Premios
| Premio                                               | Categoría | Resultado |
| ---------------------------------------------------- | --------- | --------- |
| Indie Developer Burguer Awards 2018                  |           |           |
| Queremos una secuela                                 | Ganador   |           |
| Juego más viciante                                   | Ganador   |           |
| Premio del Público                                   | Ganador   |           |
| XI Premios Nacionales de la industria del videojuego |           |           |
| Mejor diseño de juego                                | Nominado  |           |
| Mejor audio                                          | Nominado  |           |
| Mejor Juego de consola                               | Nominado  |           |